# 索托塞拉诺
索托塞拉诺，是西班牙卡斯蒂利亚-莱昂萨拉曼卡省的一个市镇。 总面积58平方公里，总人口702人（2001年），人口密度12人/平方公里。

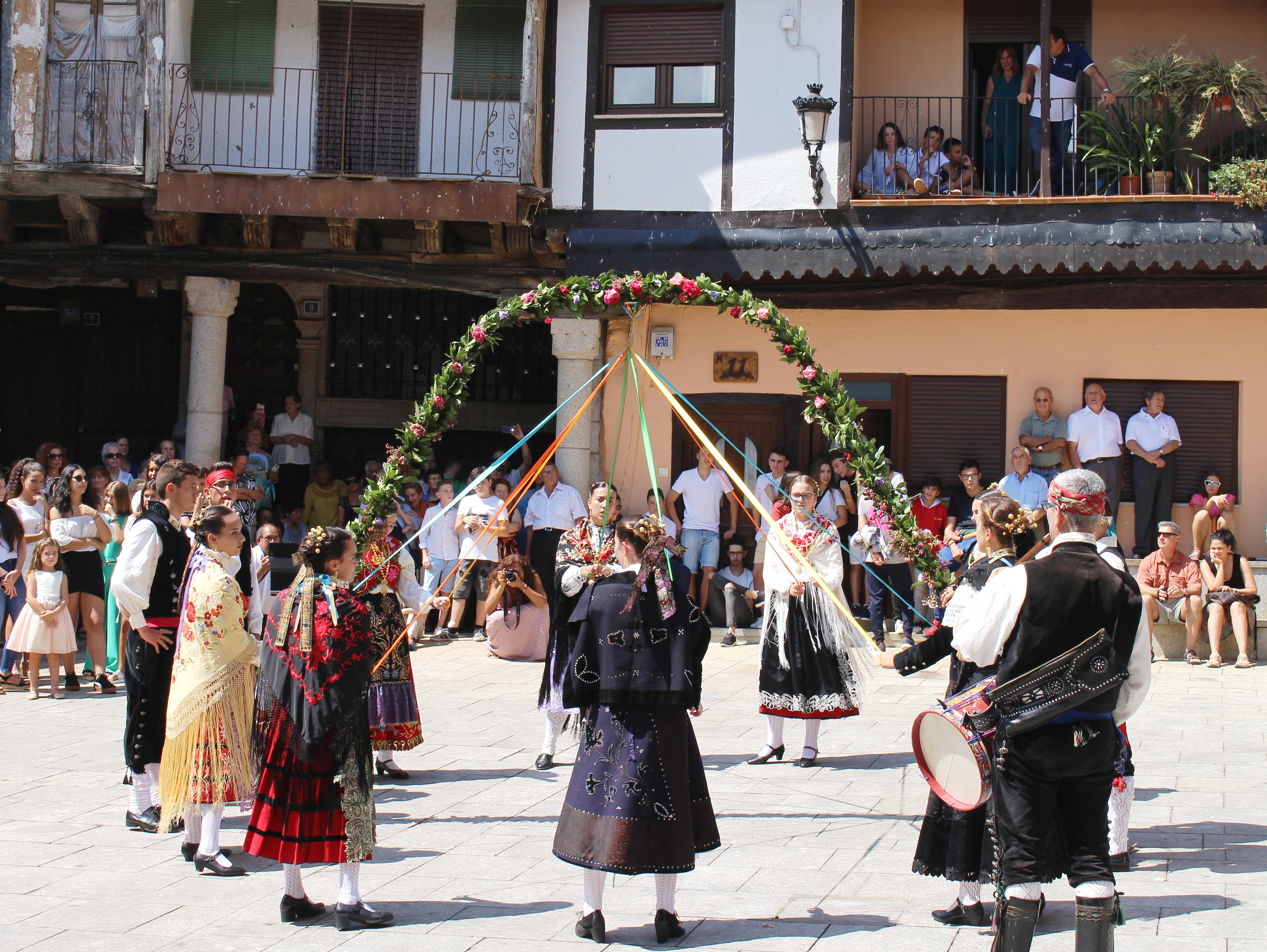
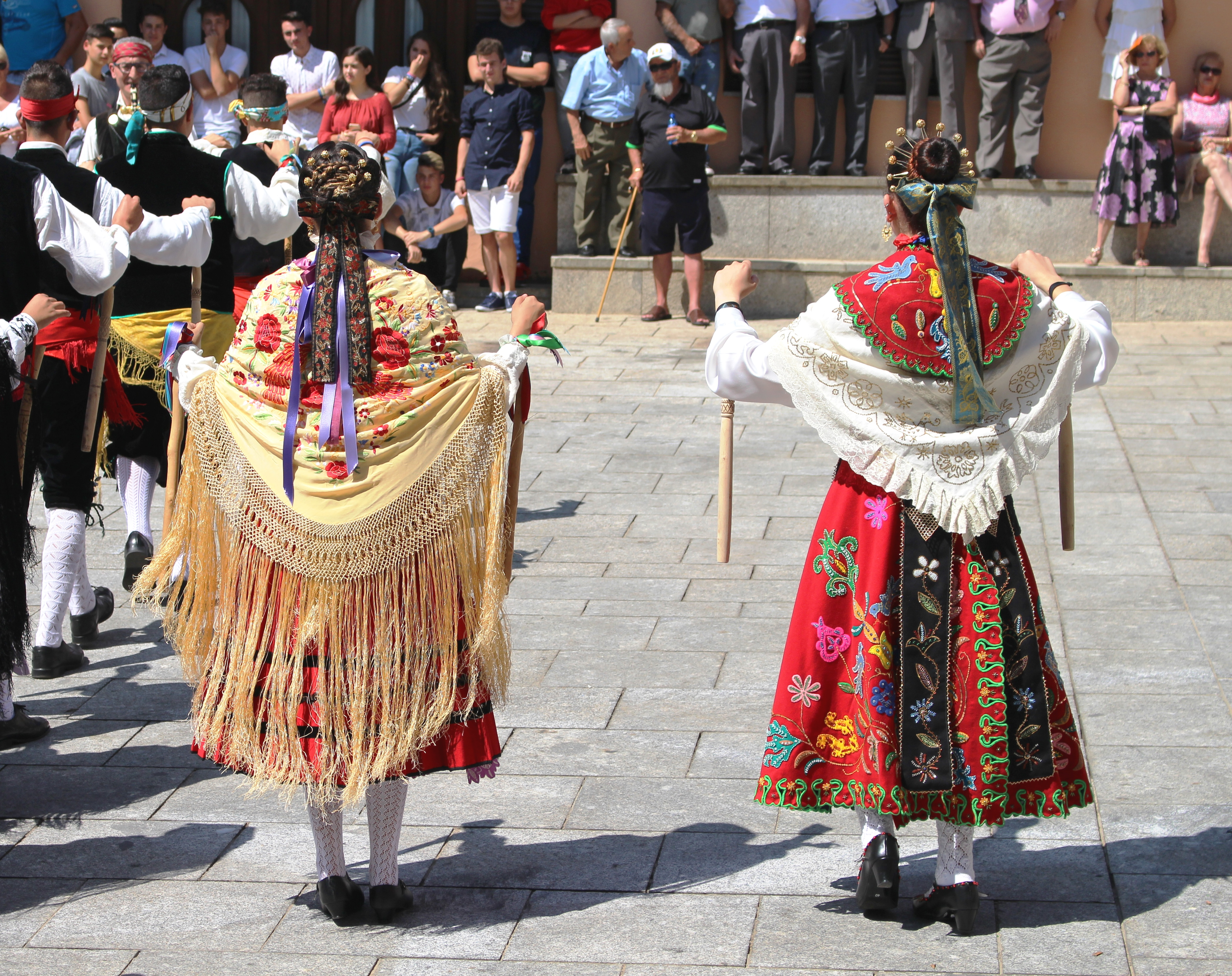
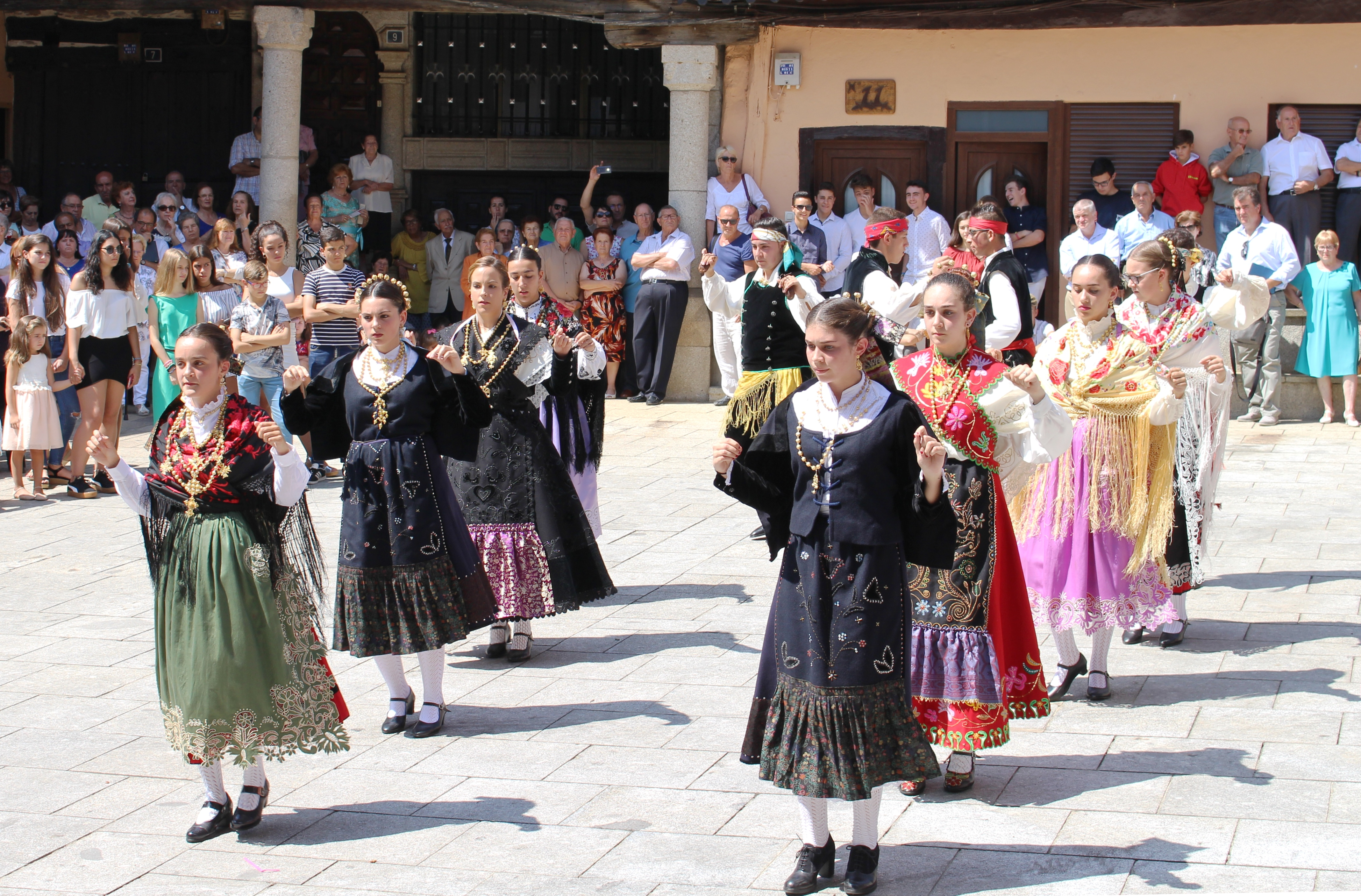